# Kostelec nad Orlicí
Kostelec nad Orlicí település Csehországban, Rychnov nad Kněžnou-i járásban. Kostelec nad Orlicí Synkov-Slemeno, Čermná nad Orlicí, Svídnice, Častolovice, Čestice, Tutleky, Zdelov, Doudleby nad Orlicí és Kostelecké Horky településekkel határos. Lakosainak száma 6178 fő (2024. január 1.).

## Népesség
A település lakosságának változását az alábbi diagram mutatja:
| Lakosok száma | 3690 | 5114 | 5681 | 6017 | 6690 | 6180 | 6187 | 6201 | 6090 | 6178 |
|               | 1869 | 1890 | 1921 | 1950 | 1980 | 2001 | 2017 | 2019 | 2022 | 2024 |